# CFM56

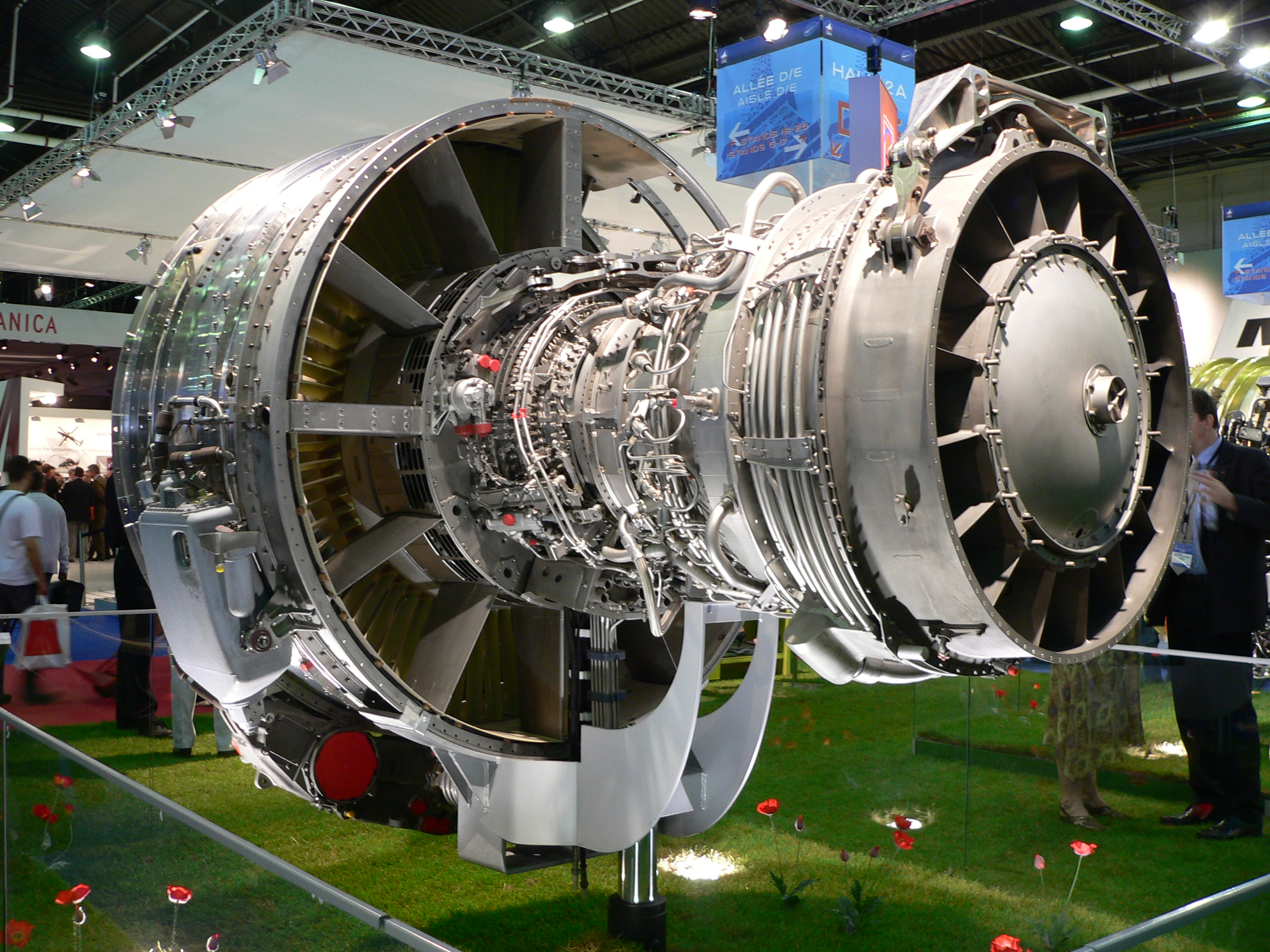
Een CFM56 (2007)

De CFM56 (Amerikaanse militaire aanduiding F108) is een Frans-Amerikaanse familie van high-bypass turbofan-vliegtuigmotoren gemaakt door CFM International (CFMI), met een stuwkrachtbereik van 82 tot 150 kN.
CFMI is een 50-50 joint-bedrijf van Safran Aircraft Engines (voorheen bekend als Snecma) uit Frankrijk en GE Aviation (GE) uit de Verenigde Staten. Beide bedrijven zijn verantwoordelijk voor de productie van componenten en hebben elk hun eigen eindassemblagelijn. GE produceert de hogedrukcompressor, brander en hogedrukturbine, Safran produceert de ventilator, versnellingsbak, uitlaat en de lagedrukturbine, en sommige componenten worden gemaakt door Avio uit Italië en Honeywell uit de VS. De motoren worden geassembleerd door GE in Evendale, Ohio, en door Safran in Villaroche, Frankrijk. De voltooide motoren worden door CFMI op de markt gebracht. Ondanks aanvankelijke exportbeperkingen is het een van de meest voorkomende turbofan-vliegtuigmotoren ter wereld, in vier grote varianten.
De CFM56 werd voor het eerst gestart in 1974. In april 1979 had de joint venture geen order ontvangen in vijf jaar en was twee weken verwijderd van ontbinding. Het programma werd gered toen Delta Air Lines, United Airlines en Flying Tigers de CFM56 kozen om hun DC-8's opnieuw te motoriseren en kort daarna werd gekozen om de KC-135 Stratotanker-vloot van de Amerikaanse luchtmacht opnieuw te motoriseren - nog steeds de grootste klant. De eerste motoren werden in 1982 in gebruik genomen. Tijdens de vroege dienst van de CFM56 werden verschillende incidenten met ventilatorschoepen opgemerkt, waaronder een storing die de oorzaak was van de vliegramp in Kegworth, en sommige motorvarianten ondervonden problemen door de vlucht door regen en hagel. Beide problemen zijn opgelost met motorwijzigingen.

## Geschiedenis

### Oorsprong
Eind jaren 1960 begon het onderzoek naar de volgende generatie commerciële straalmotoren, turbofans met een hoge bypass-verhouding in de stuwkrachtklasse "10 ton" (89 kN). Snecma (nu Safran), die voorheen voornamelijk militaire motoren had gebouwd, was het eerste bedrijf dat toegang tot de markt zocht door een partner met commerciële ervaring te zoeken om een motor in deze klasse te ontwerpen en te bouwen. Ze beschouwden Pratt & Whitney, Rolls-Royce en GE Aviation als potentiële partners, en nadat twee bedrijfsleiders, Gerhard Neumann van GE en René Ravaud van Snecma, zich op de Paris Air Show van 1971 hadden voorgesteld, werd er een beslissing genomen. De twee bedrijven zagen wederzijds voordeel in de samenwerking en kwamen nog een paar keer bij elkaar, wat de basis van het gezamenlijke project uitwerkte. Destijds domineerde Pratt & Whitney de commerciële markt. GE had een motor nodig in deze marktklasse, en Snecma had eerdere ervaring met het werken met hen, door samen te werken aan de productie van de CF6-50 turbofan voor de Airbus A300. Pratt & Whitney overweegt hun JT8D te upgraden om als enige onderneming in dezelfde klasse als de CFM56 te concurreren, terwijl Rolls-Royce financiële problemen behandelde die hen ervan weerhielden nieuwe projecten te starten; deze situatie zorgde ervoor dat GE de titel van beste partner voor het programma kreeg. Een belangrijke reden voor GE's interesse in de samenwerking, in plaats van alleen een 10-tons motor te bouwen, was dat het Snecma-project op dit moment de enige bron van ontwikkelingsfondsen was voor een motor in deze klasse. GE overwoog aanvankelijk alleen de technologie van zijn CF6-motor bij te dragen in plaats van zijn veel geavanceerdere F101-motor, ontwikkeld voor de B-1 Lancer supersonische bommenwerper. Het bedrijf stond voor een dilemma toen de Amerikaanse luchtmacht (USAF) in 1972 haar Advanced Medium STOL Transport (AMST) -project aankondigde, waaronder financiering voor de ontwikkeling van een 10-tons motor - ofwel om een "beperkte" technologie te bouwen 10 -ton motor met Snecma, of een vergelijkbare motor met "geavanceerde" technologie op zich. Bezorgd dat het bedrijf alleen de "beperkte" motor in zijn portefeuille zou hebben als het het Air Force-contract niet zou winnen (waarvoor het concurreerde met Pratt & Whitney en een General Motors-divisie met zijn "geavanceerde" motor), GE besloten een exportlicentie aan te vragen voor de F101-kerntechnologie.

### Exportproblemen
GE vroeg in 1972 de uitvoervergunning aan als hun belangrijkste bijdrage aan het 10-tons motorproject. Het Office of Munitions Control van het Amerikaanse ministerie van Buitenlandse Zaken beval de afwijzing van de aanvraag om redenen van nationale veiligheid aan; specifiek omdat de kerntechnologie een aspect was van een strategisch nationaal verdedigingssysteem (B-1-bommenwerper), waardoor het werd gebouwd met financiering van het Ministerie van Defensie, en omdat het exporteren van de technologie naar Frankrijk het aantal Amerikaanse arbeiders in het project zou beperken. De officiële beslissing werd genomen in een Memorandum van Nationale Veiligheid, ondertekend door de National Security Advisor Henry Kissinger op 19 september 1972. Hoewel bezorgdheid over de nationale veiligheid werd genoemd als de reden voor afwijzing, speelde de politiek ook een belangrijke rol.
Het project, en de daarmee samenhangende exportkwestie, werd zo belangrijk geacht dat de Franse president Georges Pompidou in 1971 rechtstreeks een beroep deed op de Amerikaanse president Richard Nixon om de deal goed te keuren, en Henry Kissinger bracht de kwestie ter sprake bij president Pompidou tijdens een bijeenkomst in 1972. GE beweerde naar verluidt op het hoogste niveau dat het hebben van de helft van de markt beter was dan het hebben van niets, wat volgens hen zou gebeuren als Snecma de motor alleen zou voortzetten zonder de bijdrage van GE. Ambtenaren van de regering-Nixon vreesden dat dit project het begin zou kunnen zijn van het einde van de Amerikaanse hegemonie in de lucht- en ruimtevaart. Er werd ook gespeculeerd dat de afwijzing mogelijk gedeeltelijk een vergelding was voor de Franse betrokkenheid bij het overtuigen van de Zwitsers om het in Amerika gemaakte LTV A-7 Corsair II-vliegtuig niet te kopen dat had gestreden tegen een Frans ontwerp, de Dassault Milan. Uiteindelijk kochten de Zwitsers geen van beide vliegtuigen, maar kozen ze voor de Northrop F-5E Tiger II.

#### Bijeenkomst Nixon-Pompidou in 1973
Hoewel de exportvergunning werd afgewezen, bleven zowel de Fransen als GE bij de regering-Nixon aandringen op toestemming om de F101-technologie te exporteren. De inspanningen bleven gedurende de maanden na de afwijzing voortduren, met als hoogtepunt dat de motor een agendapunt werd tijdens de bijeenkomst van presidenten Nixon en Pompidou in 1973 in Reykjavik. Discussies tijdens deze bijeenkomst resulteerden in een overeenkomst die de ontwikkeling van de CFM56 mogelijk maakte. Volgens hedendaagse rapporten was de overeenkomst gebaseerd op de verzekering dat de kern van de motor, het onderdeel dat GE ontwikkelde vanuit de militaire F101, in de Verenigde Staten zou worden gebouwd en vervolgens naar Frankrijk zou worden vervoerd om de gevoelige technologieën te beschermen. Uit documenten die in 2007 waren vrijgegeven, bleek dat een belangrijk aspect van de CFM56-exportovereenkomst was dat de Franse regering ermee instemde geen tarieven te zoeken tegen de invoer van Amerikaanse vliegtuigen in Europa.

### CFM International
Nu het exportprobleem was opgelost, voltooide Snecma de overeenkomst die CFM International (CFMI) oprichtte, een 50-50 joint venture die verantwoordelijk zou zijn voor de productie en marketing van de 10-tons motor, de CFM56. De onderneming werd officieel opgericht in 1974. De twee belangrijkste rollen voor CFMI waren het beheer van het programma tussen GE en Snecma en het op de markt brengen, verkopen en onderhouden van de motor op één enkel contactpunt voor de klant. CFMI werd verantwoordelijk gemaakt voor de dagelijkse besluitvorming voor het project, terwijl belangrijke beslissingen (bijvoorbeeld het ontwikkelen van een nieuwe variant) het groene licht moesten geven van het management van GE en Snecma. De raad van bestuur van CFMI was gelijk verdeeld over Snecma en GE (elk vijf leden). Er zijn twee vicepresidenten, een van elk bedrijf, die de president van CFMI steunen. De president wordt meestal uit Snecma gehaald en zit op het hoofdkantoor van CFMI bij GE in Cincinnati (Ohio). De werkverdeling tussen de twee bedrijven gaf GE de verantwoordelijkheid voor de hogedrukcompressor (HPC), de brander en de hogedrukturbine (HPT); Snecma was verantwoordelijk voor de ventilator, de lagedrukcompressor (LPC) en de lagedrukturbine (LPT). Snecma was ook verantwoordelijk voor de initiële engineering van het casco-integratie, voornamelijk met betrekking tot het gondelontwerp, en was aanvankelijk verantwoordelijk voor de versnellingsbak, maar verschoof dat werk naar GE toen bleek dat het voor GE efficiënter zou zijn om dat onderdeel samen met hun overige onderdelen.

## Ontwikkeling

### Overzicht
Het ontwikkelingswerk aan de CFM56 begon voordat CFMI formeel werd gemaakt. Terwijl de werkzaamheden vlot verliepen, leidde de internationale regeling tot unieke arbeidsomstandigheden. Beide bedrijven hadden bijvoorbeeld assemblagelijnen, sommige motoren werden in de Verenigde Staten geassembleerd en getest en andere in Frankrijk. Motoren die in Frankrijk werden geassembleerd, waren onderworpen aan de aanvankelijk strikte exportovereenkomst, wat betekende dat de kern van GE in de VS werd gebouwd en vervolgens naar de Snecma-fabriek in Frankrijk werd vervoerd, waar deze in een afgesloten ruimte werd geplaatst waarin zelfs de president van Snecma niet was toegestaan. De Snecma-componenten (de voor- en achterste secties van de motor) werden de kamer binnengebracht, GE-medewerkers monteerden ze tot in de kern en vervolgens werd de geassembleerde motor verwijderd om te worden voltooid. De eerste voltooide CFM56-motor draaide voor het eerst bij GE in juni 1974 met de tweede in oktober 1974. De tweede motor werd vervolgens naar Frankrijk verscheept en draaide daar voor het eerst op 13 december 1974. Deze eerste motoren werden beschouwd als "productiehardware" in tegenstelling tot testvoorbeelden en werden aangeduid als de CFM56-2, de eerste variant van de CFM56.
De motor vloog voor het eerst in februari 1977 toen hij een van de vier Pratt & Whitney JT8D-motoren op de McDonnell Douglas YC-15 verving, een deelnemer aan de Advanced Medium STOL Transport (AMST) -competitie van de luchtmacht. CFM56 werd gemonteerd op een Sud Aviation Caravelle in het Snecma-testcentrum voor vluchten in Frankrijk. Deze motor had een iets andere configuratie met een lang bypasskanaal en een gemengde uitlaatstroom dan een kort bypasskanaal met een ongemengde uitlaatstroom. Het was de eerste met een "Thrust Management System" om de motor te behouden.

### Eerste klanten
Na een aantal jaren testen van de motor, zowel in de lucht als op de grond, zocht CFMI naar klanten buiten een mogelijk AMST-contract. De belangrijkste doelen waren re-engine contracten voor de Douglas DC-8 en de Boeing 707 vliegtuigen, inclusief de bijbehorende militaire tanker, de KC-135 Stratotanker. Er was aanvankelijk weinig belangstelling voor de motor, maar Boeing realiseerde zich dat de CFM56 mogelijk een oplossing zou zijn voor de aankomende geluidsregelgeving. Nadat Boeing in 1977 had aangekondigd dat een 707 zou worden geconfigureerd met de CFM56-motor voor vliegtesten, bood Boeing in 1978 officieel de 707-320 met de CFM56-motor aan als optie. De nieuwe variant werd vermeld als de 707-700. Vanwege de beperkte belangstelling van de luchtvaartmaatschappijen voor een gehermotoriseerde 707, beëindigde Boeing in 1980 het programma 707-700 zonder de verkoop van vliegtuigen. Ondanks het gebrek aan verkoop, hielp het hebben van de commerciële 707 beschikbaar met de CFM56 de concurrentiepositie van de motor voor het KC-135 re-motor contract.

#### KC-135R
Het winnen van het contract om de KC-135-tankervloot voor de USAF opnieuw te motoriseren zou een enorme zegen zijn voor het CFM56-project (met meer dan 600 vliegtuigen beschikbaar om opnieuw te motoriseren), en CFMI streefde dat doel agressief na zodra het verzoek om Proposals (RFP) werd aangekondigd in 1977. Net als andere aspecten van het programma speelde de internationale politiek een rol in dit contract. In pogingen om de kansen van de CFM56 ten opzichte van zijn concurrenten, de Pratt & Whitney TF33 en een bijgewerkte Pratt & Whitney JT8D, te vergroten, kondigde de Franse regering in 1978 aan dat ze hun 11 KC-135's zouden upgraden met de CFM56, waarmee ze een van de eerste orders voor de motor.

KC-135R's

De USAF kondigde de CFM56 aan als winnaar van het re-motor contract in januari 1980. Ambtenaren gaven aan enthousiast te zijn over de vervanging van de Pratt & Whitney J57-motoren die momenteel in het KC-135A-vliegtuig vliegen en noemden ze "... de luidruchtigste, smerigste (en) meest brandstof-inefficiënte krachtcentrale die nog steeds vloog ". Het omgebouwde vliegtuig werd de KC-135R genoemd. De CFM56 leverde veel voordelen op voor de KC-135, waardoor de startafstand met maar liefst 3.500 ft (1.100 m) werd verkleind, het totale brandstofverbruik met 25% werd verminderd, het geluid (24 dB lager) aanzienlijk werd verminderd en de totale levenscycluskosten werden verlaagd. Met die voordelen in gedachten, koos de Amerikaanse marine in 1982 voor de CFM56-2 om hun variant van de Boeing 707, de E-6 Mercury, van stroom te voorzien. In 1984 selecteerde de Royal Saudi Air Force de CFM56-2 om hun E-3 aan te drijven. 3 Sentry-vliegtuigen (ook gerelateerd aan het 707-casco). De door de CFM56-2 aangedreven E-3 werd ook de standaardconfiguratie voor vliegtuigen die door de Britten en Fransen waren gekocht.

#### Dc-8

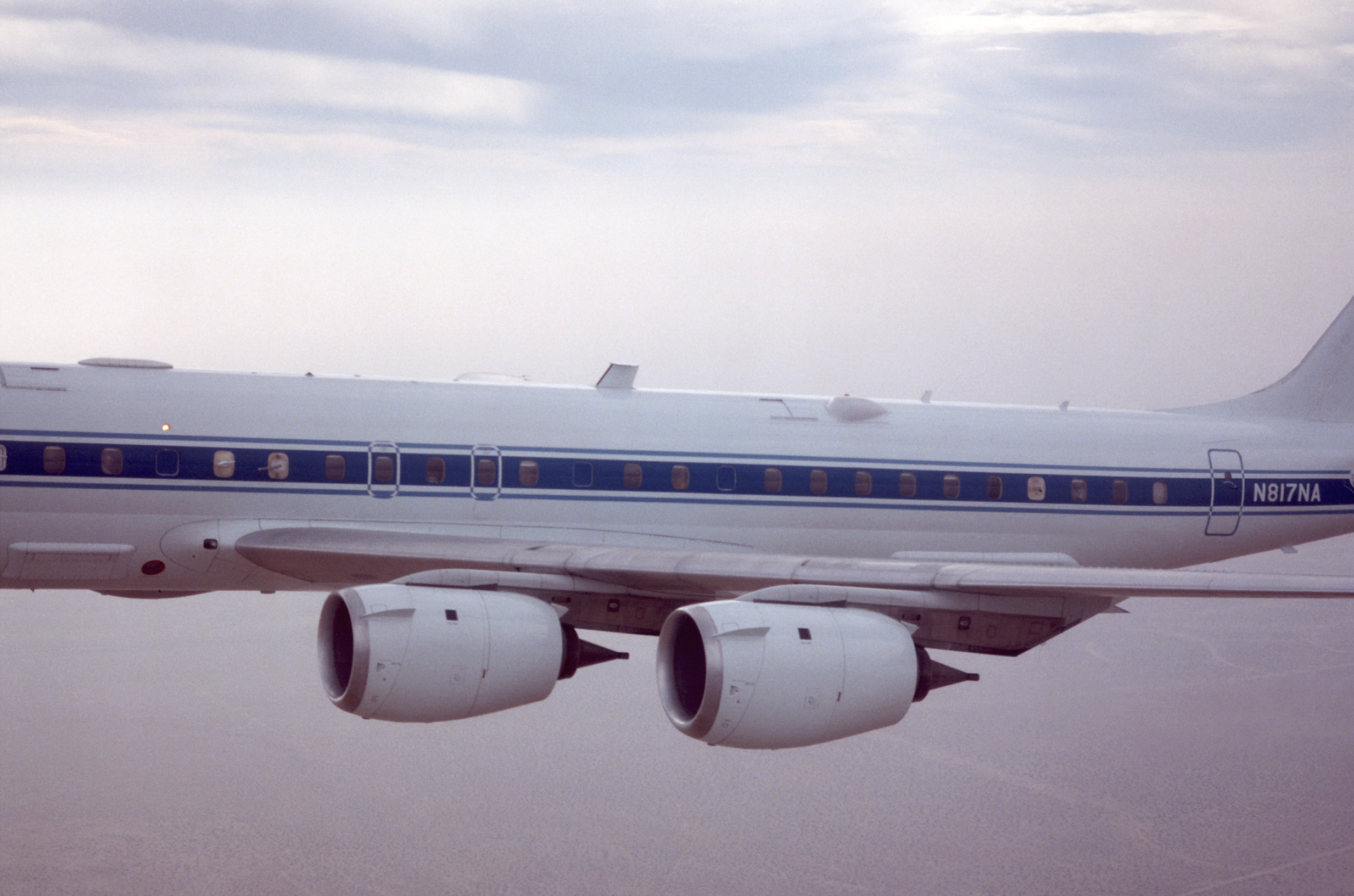
Dc-8 met CFM 56 motoren.

Tegen het einde van de jaren zeventig overwogen luchtvaartmaatschappijen hun verouderde Douglas DC-8-vliegtuigen te upgraden als alternatief voor het kopen van nieuwe, stillere en efficiëntere vliegtuigen. Na de Franse KC-135-bestelling in 1978 was het besluit van United Airlines van april 1979 om 30 van hun DC-8-61-vliegtuigen te upgraden met de CFM56-2 belangrijk voor het veiligstellen van de ontwikkeling van de CFM56; GE en Snecma waren twee weken verwijderd van bevriezingsontwikkeling was die order niet uitgekomen. Deze beslissing markeerde de eerste commerciële aankoop (in plaats van de regering / het leger) van de motor, en Delta Air Lines en Flying Tiger Line volgden al snel dit voorbeeld, waardoor de CFM56 een stevige basis kreeg in zowel de militaire als de commerciële markt.

#### Boeing 737

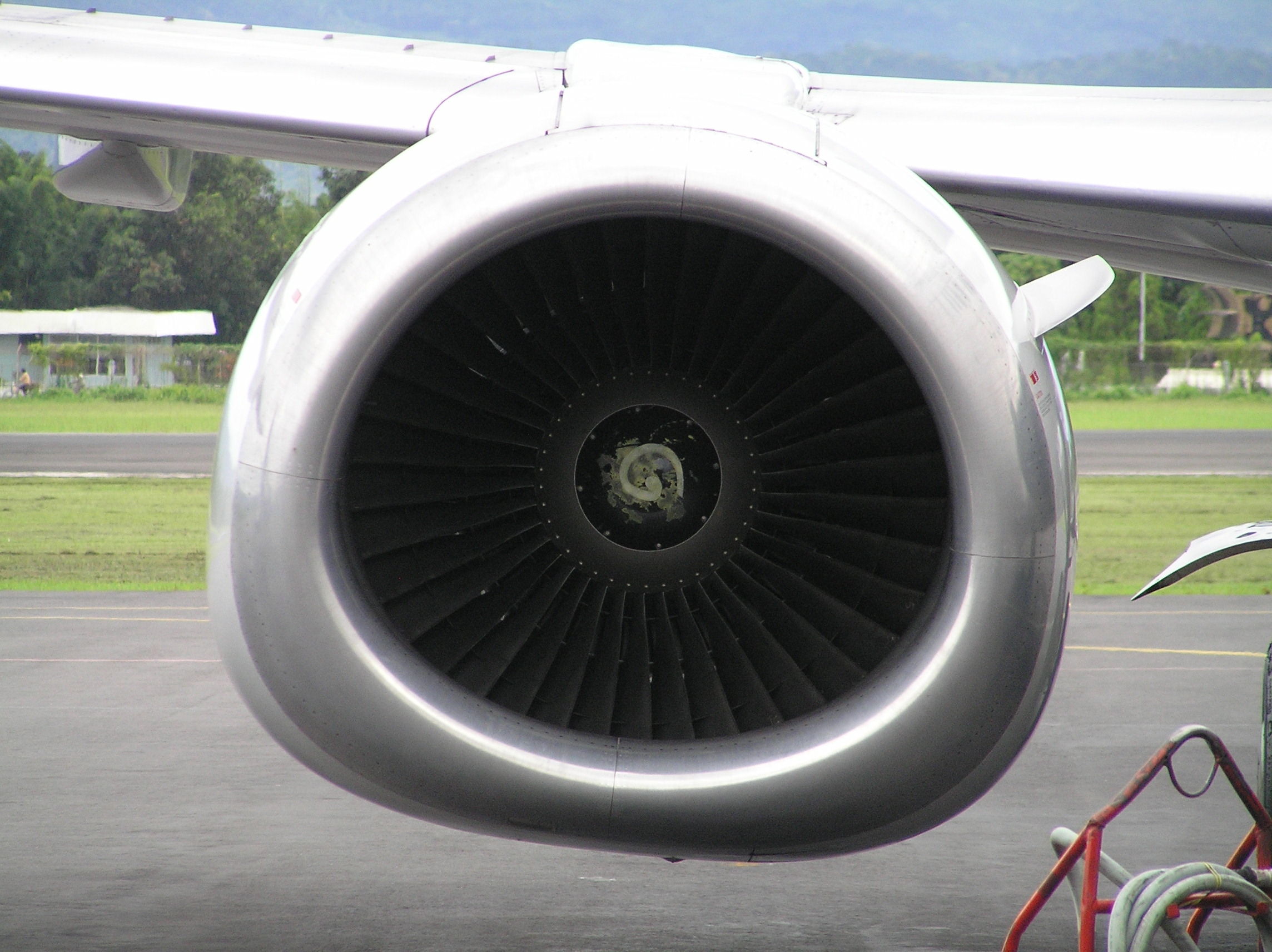
"Ingezoomde" motor.

Een ingezoomde weergave van de voorkant van een motorgondel. De ventilatorbladen van de motor staan in het midden van de afbeelding. Ze zijn omgeven door de motorgondel, die schijnbaar cirkelvormig is op de bovenste helft en afgeplat op de onderste helft. Motorinlaat van een CFM56-3-motor op een Boeing 737-400-serie die het niet-ronde ontwerp laat zien Begin jaren tachtig selecteerde Boeing de CFM56-3 om uitsluitend de Boeing 737-300-variant van stroom te voorzien. De 737 vleugels waren dichter bij de grond dan eerdere toepassingen voor de CFM56, waardoor verschillende aanpassingen aan de motor nodig waren. De ventilatordiameter werd verkleind, waardoor de bypass-verhouding werd verkleind, en de versnellingsbak van de motor werd verplaatst van de onderkant van de motor (de 6-uurspositie) naar de 9-uurpositie, waardoor de motorgondel zijn kenmerkende platte bodem kreeg vorm. De algehele stuwkracht werd ook verminderd, van 107 tot 89 kN, voornamelijk als gevolg van de reductie van de bypass-ratio.

### Voortgezette ontwikkeling

#### Tech56 en Tech Insertion

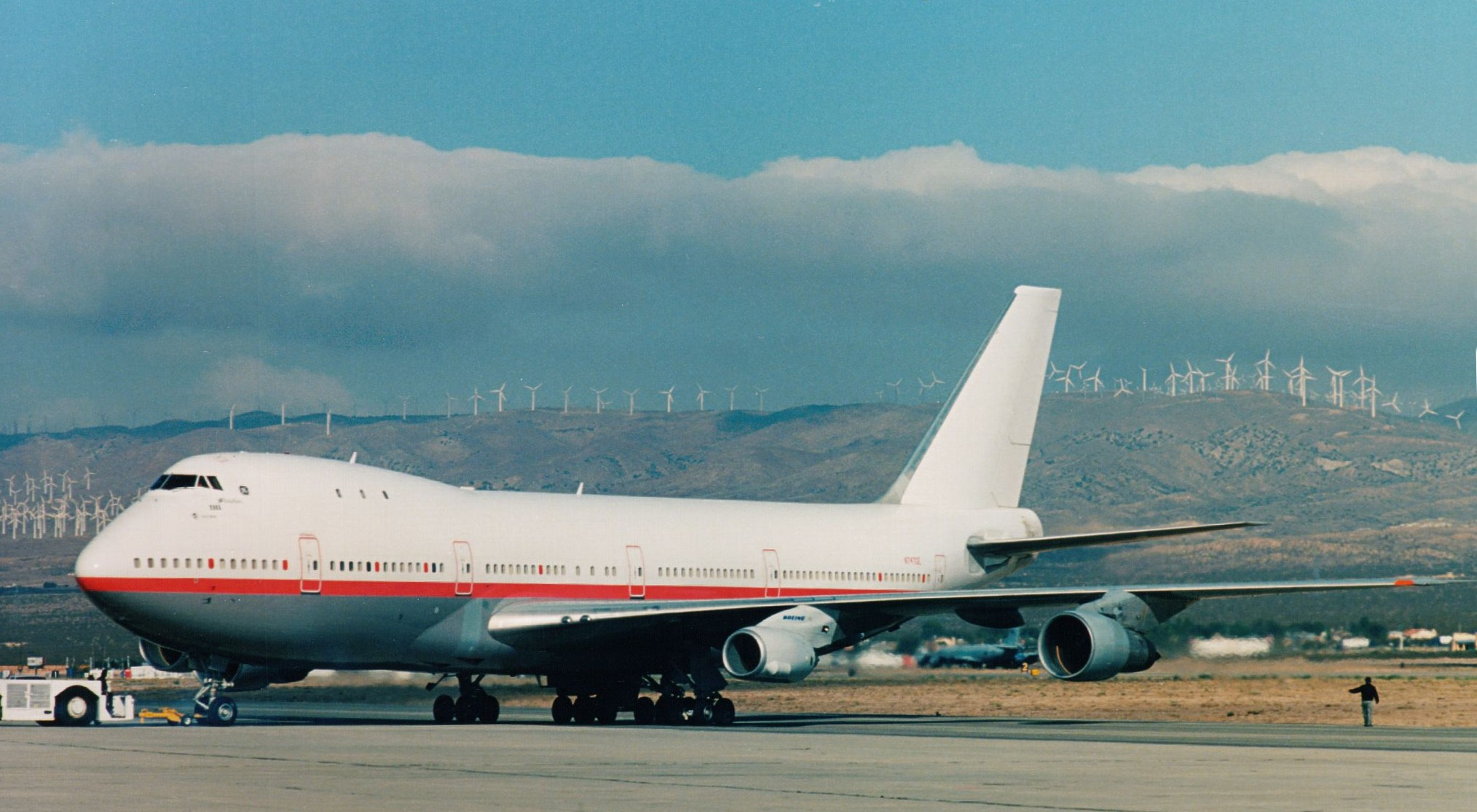
De CFM56 wordt getest op GE's 747 in 2002.

In 1998 lanceerde CFMI het ontwikkelings- en demonstratieprogramma "Tech56" om een motor te creëren voor de nieuwe vliegtuigen met één gangpad die naar verwachting door Airbus en Boeing zouden worden gebouwd. Het programma was gericht op het ontwikkelen van een groot aantal nieuwe technologieën voor de theoretische toekomstige motor, niet noodzakelijkerwijs een geheel nieuw ontwerp. Toen duidelijk werd dat Boeing en Airbus geen geheel nieuwe vliegtuigen zouden bouwen ter vervanging van de 737 en A320, besloot CFMI enkele van die Tech56-technologieën toe te passen op de CFM56 in de vorm van het "Tech Insertion" -programma, dat gericht was op drie gebieden: brandstofefficiëntie, onderhoudskosten en emissies. Het pakket, dat in 2004 werd gelanceerd, omvatte opnieuw ontworpen hogedrukcompressorbladen, een verbeterde verbrandingskamer en verbeterde hogedruk- en lagedrukturbine-componenten, wat resulteerde in een betere brandstofefficiëntie en een lagere uitstoot van stikstofoxide (NOx). De nieuwe componenten verminderden ook de motorslijtage, waardoor de onderhoudskosten met ongeveer 5% werden verlaagd. De motoren zijn in 2007 in gebruik genomen en alle nieuwe CFM56-5B- en CFM56-7B-motoren worden gebouwd met de Tech Insertion-componenten. CFMI biedt de componenten ook aan als upgradekit voor bestaande motoren.

#### CFM56-7B "Evolution"
In 2009 kondigde CFMI de laatste upgrade aan van de CFM56-motor, de "CFM56-7B Evolution" of CFM56-7BE. Deze upgrade, aangekondigd met verbeteringen aan Boeings 737 Volgende Generatie, verbetert de hoge- en lagedrukturbines verder met een betere aerodynamica en verbetert ook de motorkoeling, en heeft tot doel het totale aantal onderdelen te verminderen. CFMI verwachtte dat de wijzigingen zouden leiden tot een verlaging van de onderhoudskosten met 4% en een verbetering van het brandstofverbruik met 1% (verbetering van 2% inclusief de wijzigingen aan het casco voor de nieuwe 737); vlucht- en grondtesten, voltooid in mei 2010, toonden aan dat de verbetering van het brandstofverbruik beter was dan verwacht met 1,6%. Na 450 uur testen werd de CFM56-7BE-motor op 30 juli 2010 door FAA en EASA gecertificeerd en vanaf medio 2011 geleverd.
De CFM56-5B / 3 PIP-motor (Performance Improvement Package) bevat deze nieuwe technologieën en hardwarewijzigingen om het brandstofverbruik en de onderhoudskosten te verlagen. Airbus A320's zouden deze motorversie vanaf eind 2011 gebruiken.

#### LEAP
De LEAP is een nieuw motorontwerp gebaseerd op en ontworpen ter vervanging van de CFM56-serie, met 16% efficiëntiebesparing door meer composietmaterialen te gebruiken en hogere bypass-verhoudingen van meer dan 10: 1 te bereiken. LEAP is in 2016 in dienst getreden.

## Operationele geschiedenis
Vanaf juni 2016 is de CFM56 de meest gebruikte high-bypass turbofan, hij behaalde meer dan 800 miljoen vlieguren van de motor en met één miljoen vlieguren om de acht dagen zal hij in 2020 een miljard vlieguren halen. Hij heeft meer meer dan 550 operators en meer dan 2.400 CFM56-aangedreven straalvliegtuigen zijn op elk moment in de lucht. Het staat bekend om zijn betrouwbaarheid: de gemiddelde tijd op de vleugel is 30.000 uur voor een eerste winkelbezoek, met het huidige vlootrecord op 50.000 uur.
Vanaf juli 2016 zijn er 30.000 motoren gebouwd: 9.860 CFM56-5-motoren voor de Airbus A320neo en A340-200 / 300 en meer dan 17.300 CFM56-3 / -7B-motoren voor de Boeing 737 en 737NG. In juli 2016 had CFM 3.000 motoren in achterstand.
Lufthansa, launching customer voor de CFM56-5C-powered A340, heeft een motor met meer dan 100.000 vlieguren, die op 16 november 1993 in commerciële dienst is gekomen en sindsdien vier keer is gereviseerd. In 2016 leverde CFM 1.665 CFM56's en boekte 876 bestellingen, het is van plan om CFM56-reserveonderdelen te produceren tot 2045.
In oktober 2017 had CFM meer dan 31.000 motoren geleverd en 24.000 waren in dienst bij 560 operators, het behaalde 500 miljoen vliegcycli en 900 miljoen vlieguren, waaronder meer dan 170 miljoen cycli en 300 miljoen uren sinds 1998 voor de -7B van de B737NG en meer 100 miljoen cycli en 180 miljoen uur voor de A320ceo's -5B sinds 1996. In juni 2018 waren er 32.645 geleverd. Een sterke vraag zal de productie uitbreiden tot 2020, vanaf 2019.
De temperatuur van de uitlaatgastemperatuur verslechtert bij gebruik, een of twee bezoeken aan de restauratie van de prestaties.
Tegen juni 2019 had de CFM56-vloot meer dan een miljard vlieguren van motoren (bijna 115.000 jaar) overschreden, met meer dan 35 miljard mensen, meer dan acht miljoen keer over de hele wereld.
De CFM56-productie zal aflopen aangezien de laatste 737NG-motor in 2019 werd geleverd en de laatste A320ceo-motor in mei 2020. De productie zal op een laag niveau worden voortgezet voor militaire 737's en reservemotoren en zal rond 2024 worden afgerond.

## Ontwerp

### Overzicht
De CFM56 is een high-bypass turbofan-motor (het grootste deel van de door de ventilator versnelde lucht omzeilt de kern van de motor en wordt afgevoerd uit de ventilatorbehuizing) met verschillende varianten met bypass-verhoudingen van 5: 1 tot 6: 1, waardoor 80 kN tot 150 kN stuwkracht. De varianten hebben een gemeenschappelijk ontwerp, maar de details verschillen. De CFM56 is een motor met twee assen (of twee spoelen), wat betekent dat er twee roterende assen zijn, één onder hoge druk en één onder lage druk. Elk wordt aangedreven door een eigen turbinegedeelte (respectievelijk de hogedruk- en lagedrukturbines). De ventilator en booster (lagedrukcompressor) evolueerden over de verschillende iteraties van de motor, evenals de compressor-, verbrandings- en turbinesecties.

### Brander
De meeste varianten van de CFM56 hebben een enkelvoudige ringvormige brander. Een ringvormige brander is een ring waar brandstof in de luchtstroom wordt "geïnjecteerd" en wordt ontstoken, waardoor de druk en temperatuur van de stroom toenemen. Dit staat in contrast met een blikverbrander, waarbij elke verbrandingskamer afzonderlijk is, en een canannulaire verbranding die een hybride van de twee is. Brandstofinjectie wordt geregeld door een Hydromechanical Unit (HMU), gebouwd door Honeywell. De HMU regelt de hoeveelheid brandstof die aan de motor wordt geleverd door middel van een elektrohydraulische servoklep die op zijn beurt een brandstofmeetklep aandrijft, die informatie levert aan de volledige autoriteit digitale motorcontroller (FADEC).

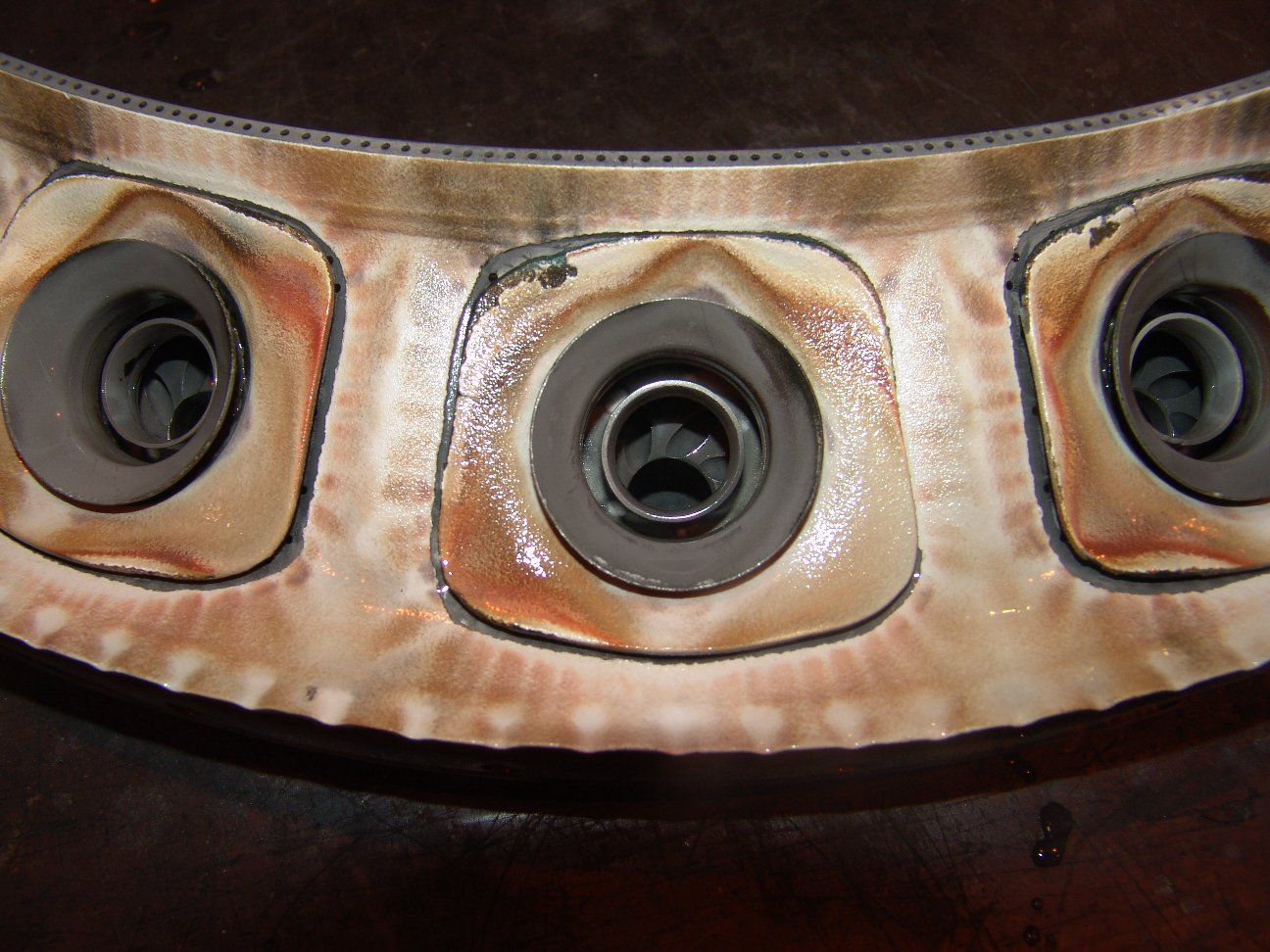
De brander.

In 1989 begon CFMI met de bouw van een nieuwe, dubbelringvormige brander. In plaats van slechts één verbrandingszone te hebben, heeft de dubbelringbrander een tweede verbrandingszone die wordt gebruikt bij hoge stuwkrachtniveaus. Dit ontwerp verlaagt de uitstoot van zowel stikstofoxide (NOx) als kooldioxide (CO2). De eerste CFM56-motor met de dubbelringvormige brander kwam in dienst in 1995 en de brander wordt gebruikt op CFM56-5B- en CFM56-7B-varianten met het achtervoegsel "/ 2" op hun naamplaatjes.
GE begon tijdens het Tech 56-programma met de ontwikkeling en het testen van een nieuw type brander, de Twin Annular Premixing Swirler, of "TAPS". Dit ontwerp is vergelijkbaar met de dubbel-ringvormige brander omdat het twee verbrandingszones heeft; deze brander "wervelt" de stroom, waardoor een ideaal brandstof-luchtmengsel ontstaat. Door dit verschil kan de brander veel minder NOx genereren dan andere branders. Tests op een CFM56-7B-motor lieten een verbetering zien van 46% ten opzichte van enkelvoudige ringvormige branders en 22% ten opzichte van dubbelringvormige branders. De analytische instrumenten die voor TAPS zijn ontwikkeld, zijn ook gebruikt om andere branders te verbeteren, met name de enkelvoudige ringbranders in sommige CFM56-5B- en -7B-motoren.

### Compressor

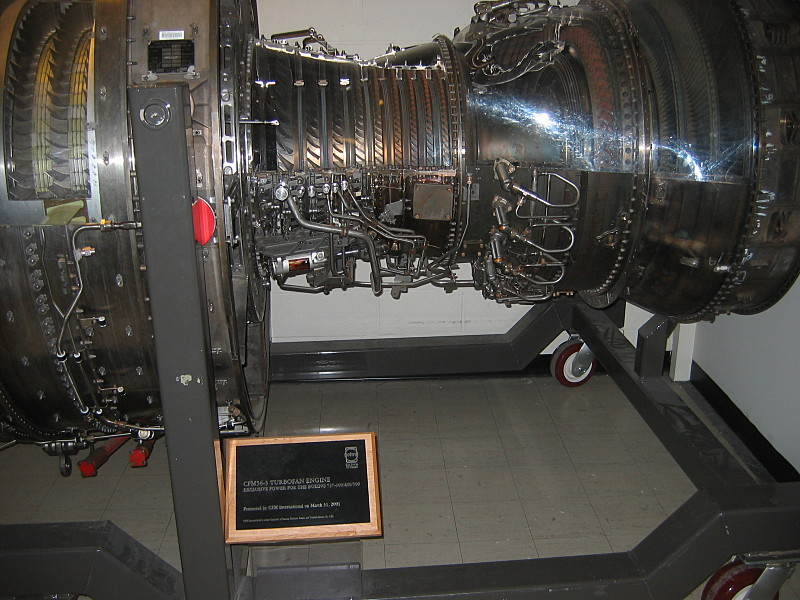
De compressor.

De hogedrukcompressor (HPC), die centraal stond in de oorspronkelijke exportcontroverse, heeft negen fasen in alle varianten van de CFM56. De compressortrappen zijn ontwikkeld op basis van GE's "GE1 / 9-kern" (namelijk een ontwerp met één turbine en negen compressoren), ontworpen in een compacte kernrotor. De kleine overspanning van de compressorradius betekende dat de hele motor lichter en kleiner kon zijn, omdat de accessoires in het systeem (lagers, oliesystemen) konden worden samengevoegd met het hoofdbrandstofsysteem waardoor vliegtuigbrandstof loopt.
Naarmate het ontwerp evolueerde, verbeterde het HPC-ontwerp door een beter aerodynamisch ontwerp. Als onderdeel van het Tech-56 verbeteringsprogramma heeft CFMI het nieuwe CFM-56-model getest met zestraps hogedrukcompressortrappen (schijven waaruit het compressorsysteem bestaat) dat is ontworpen om dezelfde drukverhoudingen te leveren (drukversterking 30) vergelijkbaar naar het oude negentraps compressorontwerp. De nieuwe verving de oude niet volledig, maar bood een upgrade in HPC, dankzij verbeterde bladdynamiek, als onderdeel van hun "Tech Insertion" -beheerplan vanaf 2007.

### Uitlaat
CFMI testte aan het begin van de ontwikkeling zowel een gemengd als een ongemengd uitlaatontwerp; de meeste varianten van de motor hebben een ongemengd uitlaatmondstuk. Alleen de krachtige CFM56-5C, ontworpen voor de Airbus A340, heeft een gemengd uitlaatmondstuk.
GE en Snecma testten ook de effectiviteit van punthaken op het verminderen van motorgeluid. Na de configuraties in de windtunnel te hebben onderzocht, koos CFMI ervoor om de chevrons in de kernuitlaatmond te testen. De chevrons verminderden het motorgeluid met 1,3 waargenomen DB tijdens het opstijgen en worden nu als optie aangeboden met de CFM56 voor de Airbus A321.

### Ventilator en booster

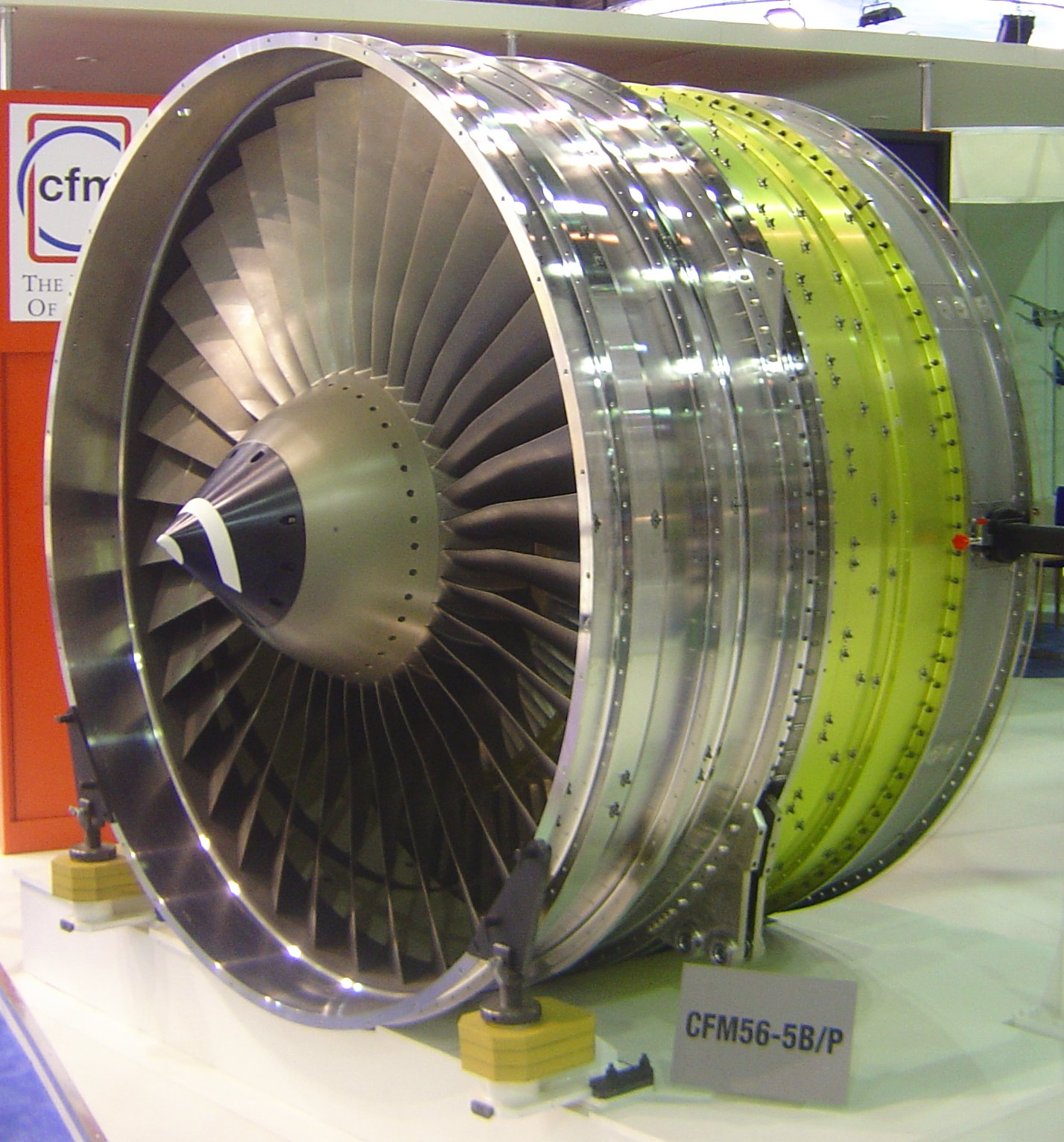
De ventilator en booster.

De CFM56 heeft een eentrapsventilator en de meeste varianten hebben een drietraps booster op de lagedrukas, met vier trappen in de varianten -5B en -5C. De booster wordt ook wel de "lagedrukcompressor" (LPC) genoemd, omdat hij op de lagedrukas zit en aanvankelijk de stroming comprimeert voordat hij de hogedrukcompressor bereikt. De originele CFM56-2-variant had 44 ventilatorbladen met tipkap, hoewel het aantal ventilatorbladen in latere varianten werd verminderd naarmate de snaarbladtechnologie zich ontwikkelde, tot 22 bladen in de nieuwste variant, de CFM56-7. De CFM56-ventilator heeft zwaluwstaartvormige ventilatorbladen waarmee ze kunnen worden vervangen zonder de hele motor te verwijderen, en GE / Snecma beweren dat de CFM56 de eerste motor was met die mogelijkheid. Deze bevestigingsmethode is handig voor omstandigheden waarin slechts een paar ventilatorbladen hoeven te worden gerepareerd of vervangen, zoals na vogelaanvaringen. De ventilatordiameter varieert met de verschillende modellen van de CFM56 en die verandering heeft een directe invloed op de motorprestaties. De lagedrukas draait bijvoorbeeld met dezelfde snelheid voor zowel de CFM56-2- als de CFM56-3-modellen; de ventilatordiameter is kleiner op de -3, wat de tipsnelheid van de ventilatorbladen verlaagt. Door het lagere toerental kunnen de ventilatorbladen efficiënter werken (in dit geval 5,5% meer), wat het algehele brandstofverbruik van de motor verhoogt (waardoor het specifieke brandstofverbruik met bijna 3% verbetert).

### Straalomkeerder

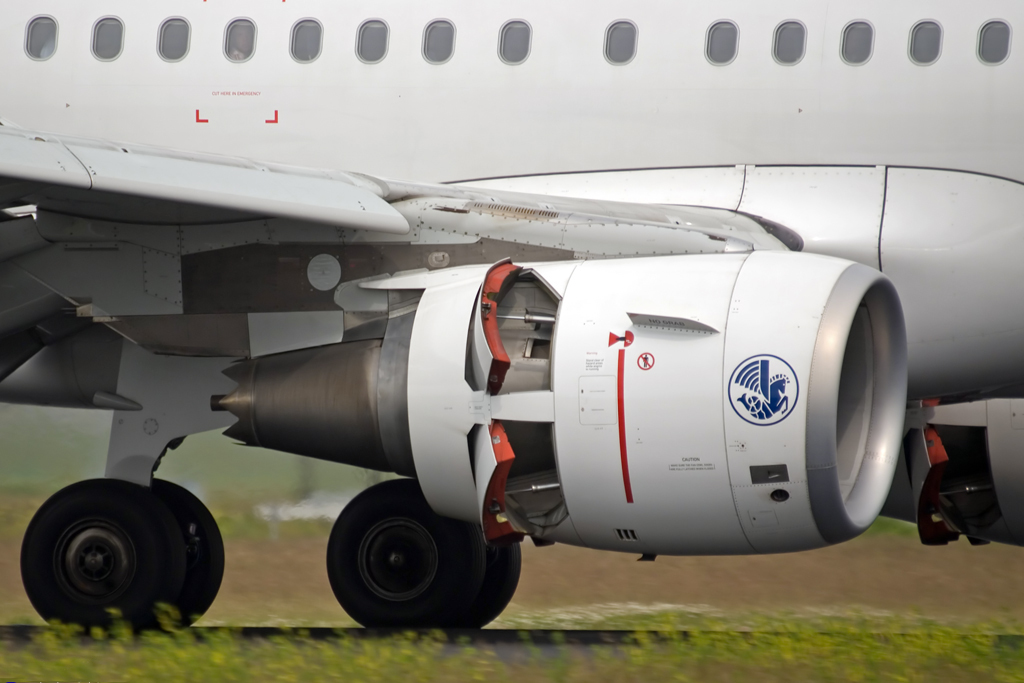
Op de CFM56-5 zijn draaibare deur straalomkeerders geïnstalleerd. Aan de achterkant van de motor zijn ook geluidsreducerende punthaken te zien.

De CFM56 is ontworpen om verschillende stuwkrachtomkeringssystemen te ondersteunen die het vliegtuig na de landing helpen vertragen en stoppen. De varianten die zijn gebouwd voor de Boeing 737, de CFM56-3 en de CFM56-7, gebruiken een cascade-type stuwkrachtomkering. Dit type stuwkrachtomkering bestaat uit mouwen die terugschuiven om gaasachtige cascades en blokkerdeuren bloot te leggen die de bypass-luchtstroom blokkeren. De geblokkeerde bypass-lucht wordt door de cascades geperst, waardoor de stuwkracht van de motor wordt verminderd en het vliegtuig langzamer wordt.
De CFM56 ondersteunt ook stuwkrachtomkeerders met een draaideur. Dit type wordt gebruikt op de CFM56-5-motoren die veel Airbus-vliegtuigen aandrijven. Ze werken door een deur te bedienen die naar beneden in het bypass-kanaal zwenkt, waardoor de bypass-lucht wordt geblokkeerd en de stroom naar buiten wordt afgebogen, waardoor de omgekeerde stuwkracht ontstaat.

### Turbine

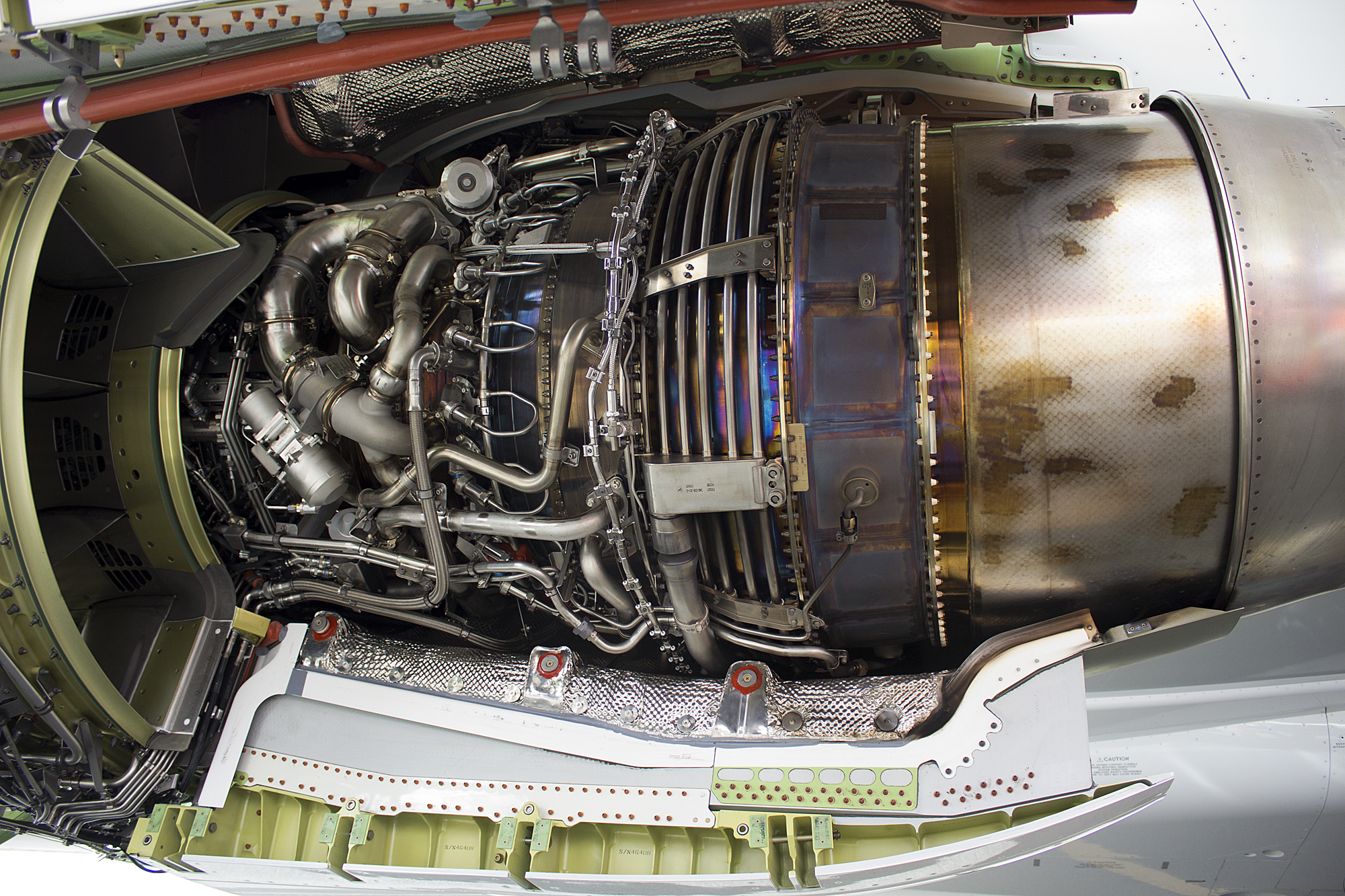
De koelluchtkanalen van de statorschoepen omcirkelen de iriserende mantel van een CFM56-7B26-turbine.

Alle varianten van de CFM56 beschikken over een eentraps hogedrukturbine (HPT). In sommige varianten zijn de HPT-bladen "gegroeid", waardoor ze zeer sterk en kruipvast zijn. De lagedrukturbine (LPT) heeft vier fasen in de meeste varianten van de motor, maar de CFM56-5C heeft een vijftraps LPT. Deze wijziging is doorgevoerd om de grotere ventilator op deze variant aan te drijven. Verbeteringen aan het turbinegedeelte werden onderzocht tijdens het Tech56-programma, en een ontwikkeling was een aerodynamisch geoptimaliseerd lagedruk-turbinebladontwerp, dat 20% minder bladen zou hebben gebruikt voor de hele lagedrukturbine, waardoor gewicht werd bespaard. Sommige van die Tech56-verbeteringen vonden hun weg naar het Tech Insertion-pakket, waar het turbinegedeelte werd bijgewerkt. De turbinesectie werd opnieuw bijgewerkt in de "Evolution" -upgrade.
De hogedrukturbine-trappen in de CFM56 worden intern gekoeld door lucht uit de hogedrukcompressor. De lucht stroomt door de interne kanalen in elk blad en stoot uit aan de voor- en achterrand.

## Varianten

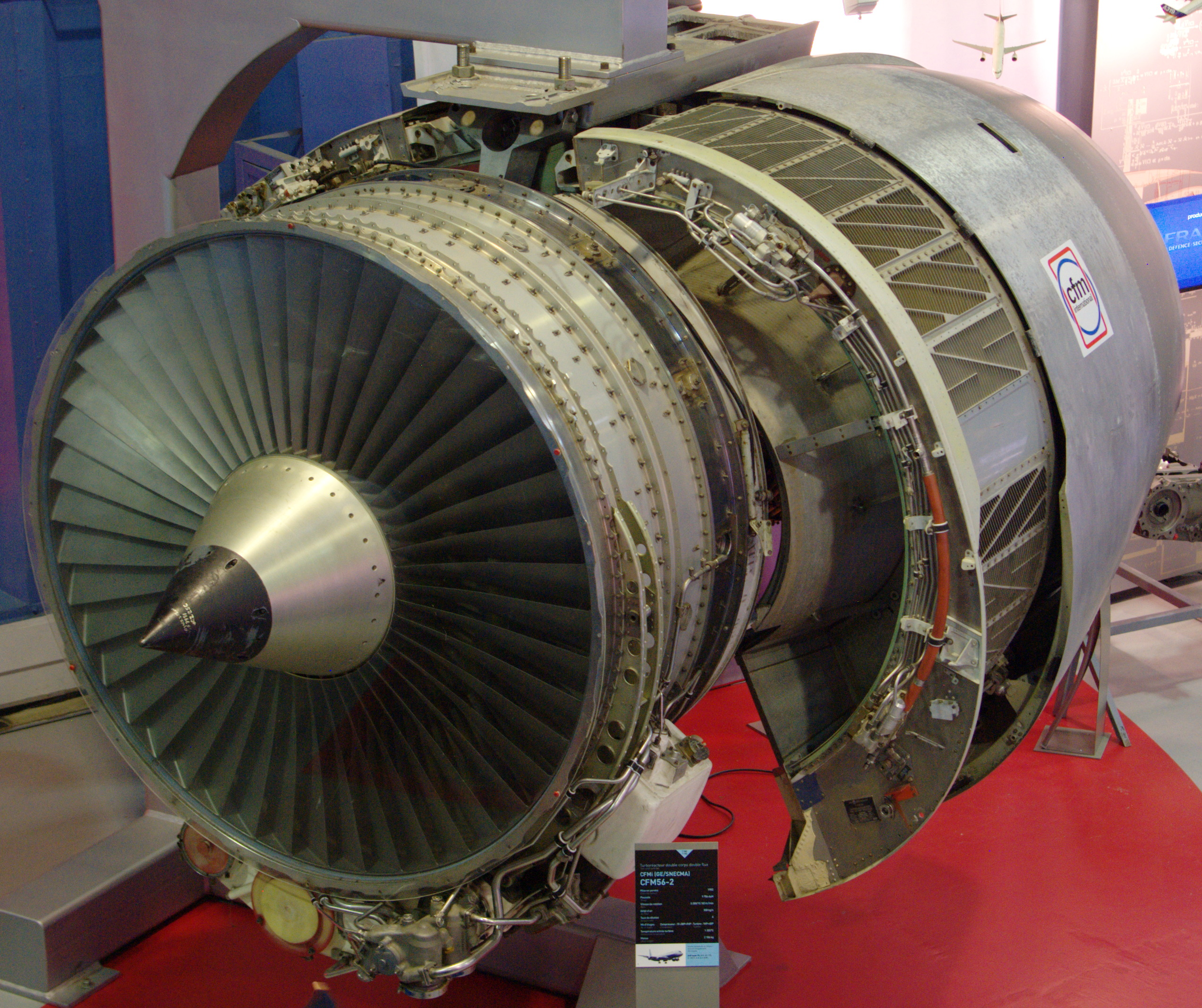
De CFM56-2

### CFM56-2-serie
De CFM56-2-serie is de originele variant van de CFM56. Het wordt het meest gebruikt in militaire toepassingen waar het bekend staat als de F108; specifiek in de KC-135, de E-6 Mercury en sommige E-3 Sentry-vliegtuigen. De CFM56-2 bestaat uit een eentraps ventilator met 44 bladen, een drietraps LP-compressor aangedreven door een viertraps LP-turbine en een negentraps HP-compressor aangedreven door een eentraps HP-turbine. De brander is ringvormig.

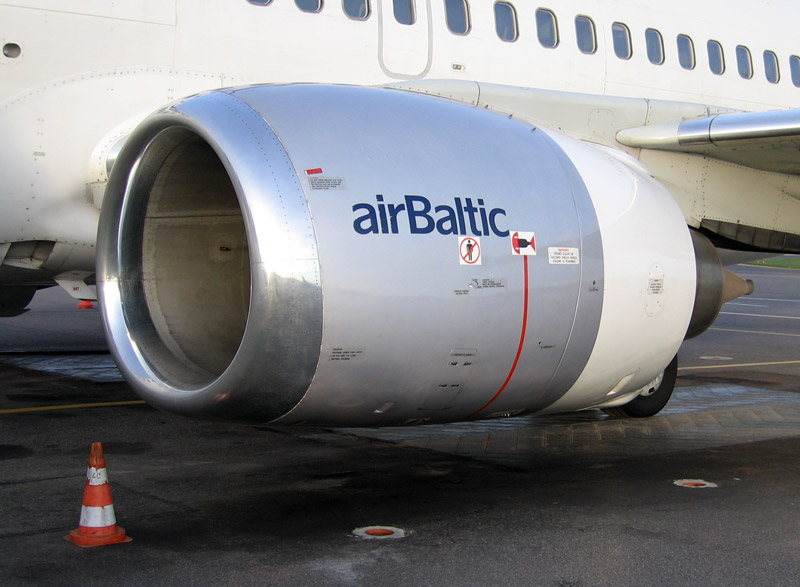
Een motor uit de CFM56-3-serie, gemonteerd op een Boeing 737-500, waarbij de gondel onderaan de inlaatlip afgevlakt is.

| Model           | Stuwkracht (per motor) | Geïnstalleerd op             |
| --------------- | ---------------------- | ---------------------------- |
| CFM56-2A-2 (-3) | 110 kN                 | E-3 Sentry, E-6 Mercury      |
| CFM56-2B1       | 98 kN                  | KC-135R Stratotanker, RC-135 |
| CFM56-2C1       | 98 kN                  | Douglas DC-8                 |

### CFM56-3-serie
De eerste afgeleide van de CFM56-serie, de CFM56-3, is ontworpen voor de Boeing (737-300 / -400 / -500), met statische stuwkrachtwaarden van 18.500 tot 23.500 lbf (82,3 tot 105 kN). Een "cropped fan" afgeleide van de -2, de -3 motor heeft een kleinere ventilatordiameter op 1,5 m, maar behoudt de originele basismotorindeling. De nieuwe ventilator was voornamelijk afgeleid van GE's CF6-80 turbofan in plaats van de CFM56-2, en de booster werd opnieuw ontworpen om bij de nieuwe ventilator te passen. Een belangrijke uitdaging voor deze serie was het bereiken van bodemvrijheid voor de vleugelmotor. Dit werd verholpen door de diameter van de inlaatventilator te verkleinen en de versnellingsbak en andere accessoires van onder de motor naar de zijkanten te verplaatsen. De resulterende afgeplatte gondelbodem en inlaatlip leverden het kenmerkende uiterlijk van de Boeing 737 met CFM56-motoren op.
| Model      | Stuwkracht (per motor) | Geïnstalleerd op                               |
| ---------- | ---------------------- | ---------------------------------------------- |
| CFM56-3B-1 | 89 kN                  | Boeing 737-300, Boeing 737-500                 |
| CFM56-3B-2 | 98 kN                  | Boeing 737-300, Boeing 737-400                 |
| CFM56-3C-1 | 100 kN                 | Boeing 737-300, Boeing 737-400, Boeing 737-500 |

### CFM56-4-serie
De CFM56-4-serie was een voorgestelde verbeterde versie van de CFM56-2, ontworpen voor de Airbus A320-vliegtuigfamilie. Concurrerend met de RJ500-motor die werd ontwikkeld door Rolls-Royce, was de 4-serie ontworpen om 110 kN te produceren en zou hij een nieuwe 1,73 m ventilator krijgen, een nieuwe lagedrukcompressor en een volledige autoriteit bevatten digitale motorcontroller (FADEC). Kort nadat het upgradeproject in 1984 was gestart, boden International Aero Engines hun nieuwe V2500-motor voor de A320 aan. CFMI realiseerde zich dat de CFM56-4 niet gunstig te vergelijken was met de nieuwe motor en schrapte het project om aan de CFM56-5-serie te gaan werken.

### CFM56-5-serie

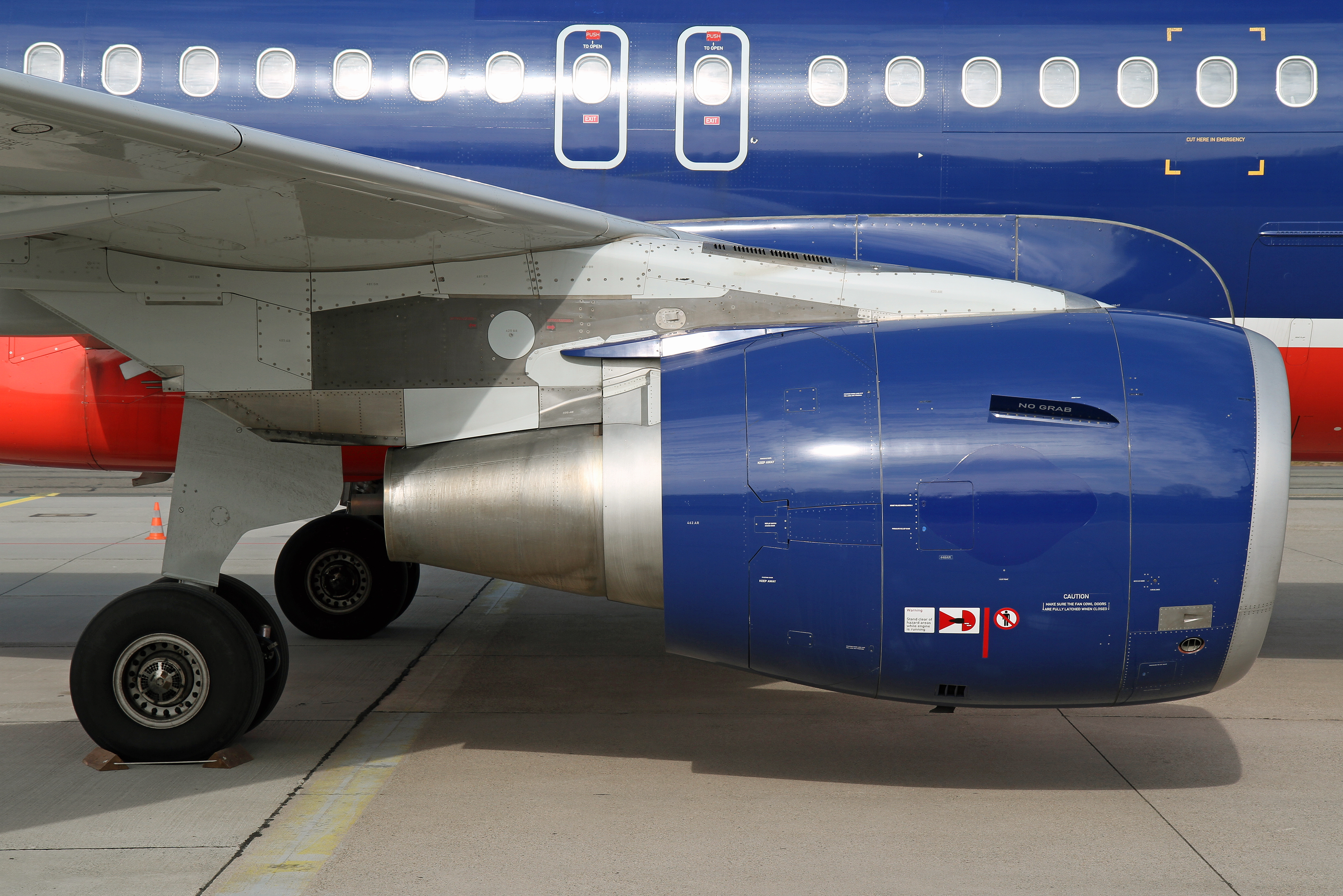
CFM56-5B op een Airbus A319.

De CFM56-5-serie is ontworpen voor de Airbus A319 en heeft een zeer sterke stuwkracht van tussen de 97,9 en 151 kN. Het heeft drie verschillende subvarianten; de CFM56-5A, CFM56-5B en CFM56-5C, en verschilt van zijn Boeing 737-uitgeruste neven door een FADEC te hebben en verdere aerodynamische ontwerpverbeteringen op te nemen.

#### CFM56-5A-serie
De CFM56-5A-serie is de initiële CFM56-5-serie, ontworpen om de Airbus A320-familie op korte tot middellange afstand van stroom te voorzien. Afgeleid van de CFM56-2- en CFM56-3-families, produceert de -5A-serie stuwkracht tussen 98 kN en 118 kN. Aerodynamische verbeteringen zoals een bijgewerkte ventilator, lagedrukcompressor, hogedrukcompressor en brander maken deze variant 10 tot 11% zuiniger dan zijn voorgangers.
| Model     | Stuwkracht (per motor) | Geïnstalleerd op |
| --------- | ---------------------- | ---------------- |
| CFM56-5A1 | 111 kN                 | Airbus A320      |
| CFM56-5A3 | 118 kN                 | Airbus A320      |
| CFM56-5A4 | 97,9 kN                | Airbus A319      |
| CFM56-5A5 | 105 kN                 | Airbus A319      |

#### CFM56-5B-serie

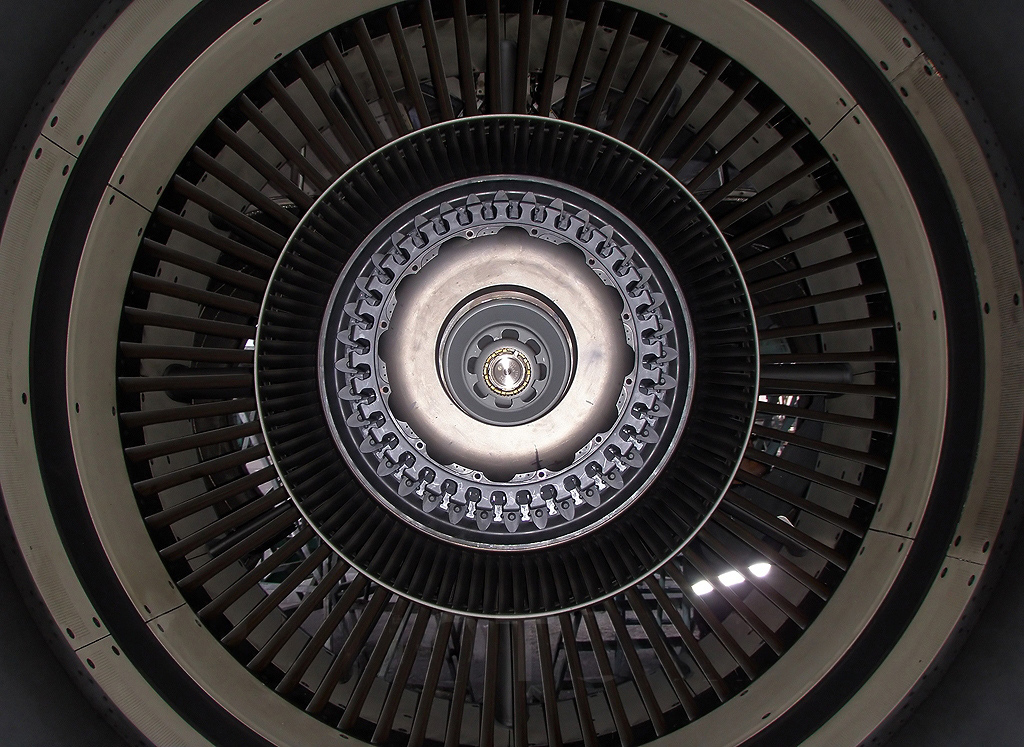
Vooraanzicht van een A319-112 CFM56-5B6 met verwijderde ventilator.

Een verbetering van de CFM56-5A-serie, oorspronkelijk ontworpen om de A321 van stroom te voorzien. Met een stuwkrachtbereik tussen 98 kN en 147 kN kan hij elk model in de A320-familie (A318 / A319 / A320 / A321) aandrijven en heeft hij de CFM56-5A-serie vervangen. Een van de veranderingen ten opzichte van de CFM56-5A is de optie van een dubbel-ringvormige verbrandingsmotor die de uitstoot vermindert (met name NOx), een nieuwe ventilator in een langere ventilatorbehuizing en een nieuwe lagedrukcompressor met een vierde trap (vanaf drie in eerdere varianten). Het is de meest geleverde motor van Airbus.
| Model     | stuwkracht (per motor) | Geïnstalleerd op    |
| --------- | ---------------------- | ------------------- |
| CFM56-5B1 | 130 kN                 | Airbus A321         |
| CFM56-5B2 | 140 kN                 | Airbus A321         |
| CFM56-5B3 | 150 kN                 | Airbus A321         |
| CFM56-5B4 | 120 kN                 | Airbus A320         |
| CFM56-5B5 | 98 kN                  | Airbus A319         |
| CFM56-5B6 | 100 kN                 | Airbus A319, A320   |
| CFM56-5B7 | 120 kN                 | Airbus A319, A319CJ |
| CFM56-5B8 | 96 kN                  | Airbus A318, A318CJ |
| CFM56-5B9 | 100 kN                 | Airbus A318         |

#### CFM56-5C-serie

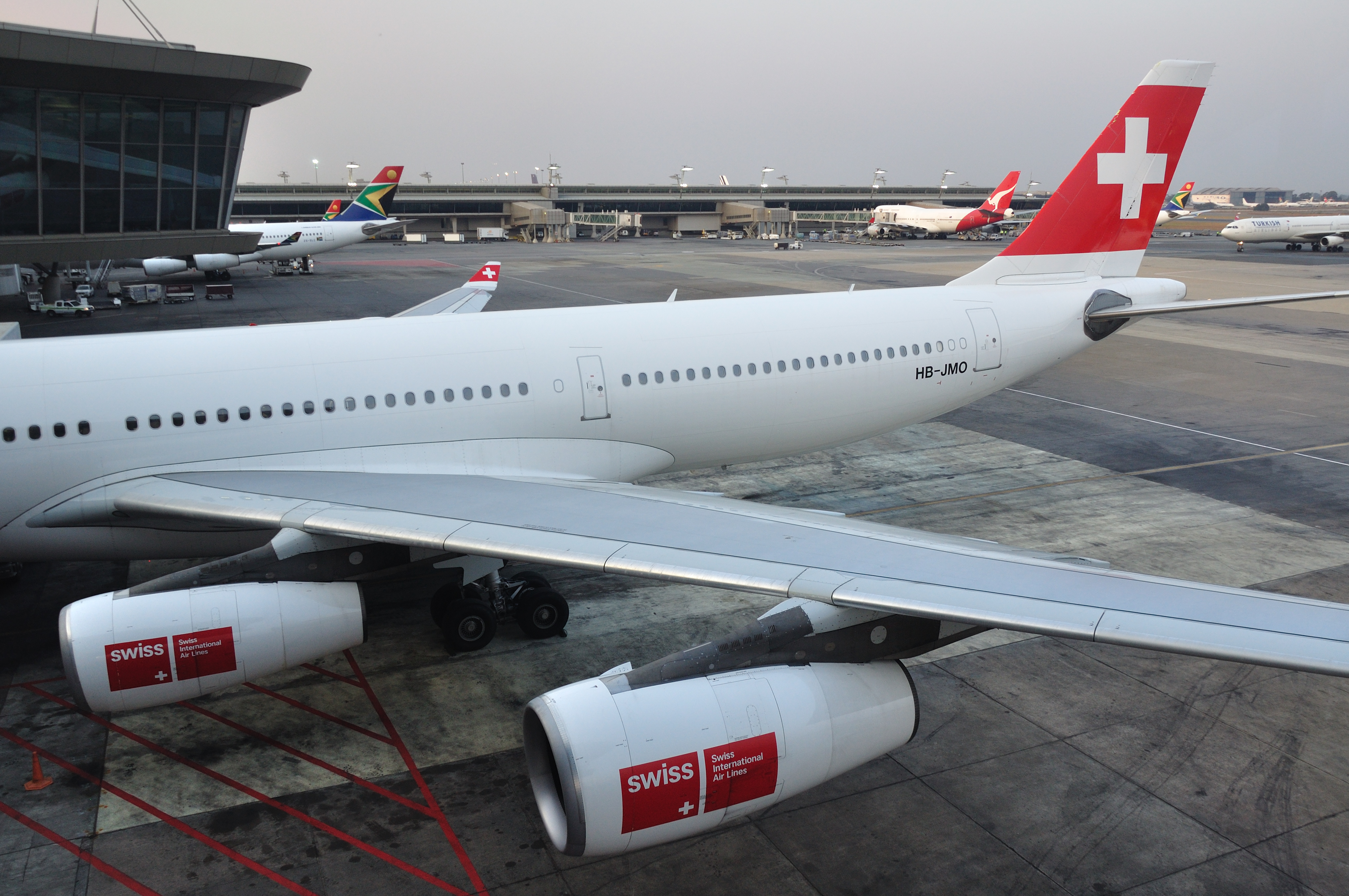
Twee van de vier CFM56-5C's geïnstalleerd op een Swiss Airbus A340-300.

Met een stuwkracht tussen 139 kN en 151 kN is de CFM56-5C-serie de krachtigste van de CFM56-familie. Het drijft de A340-200- en -300-vliegtuigen aan met lange afstand van Airbus en werd in 1993 in gebruik genomen. De belangrijkste veranderingen zijn een grotere ventilator, een vijfde lagedrukturbinetrap en dezelfde viertraps lagedrukcompressor die te vinden is in de -5B variant. In tegenstelling tot elke andere variant van de CFM56, heeft de 5C een gemengd uitlaatmondstuk, dat een iets hogere efficiëntie biedt.
| Model     | Stuwkracht (per motor) | Geïnstalleerd op |
| --------- | ---------------------- | ---------------- |
| CFM56-5C2 | 139 kN                 | Airbus A340      |
| CFM56-5C3 | 145 kN                 | Airbus A340      |
| CFM56-5C4 | 151 kN                 | Airbus A340      |

### CFM56-7-serie

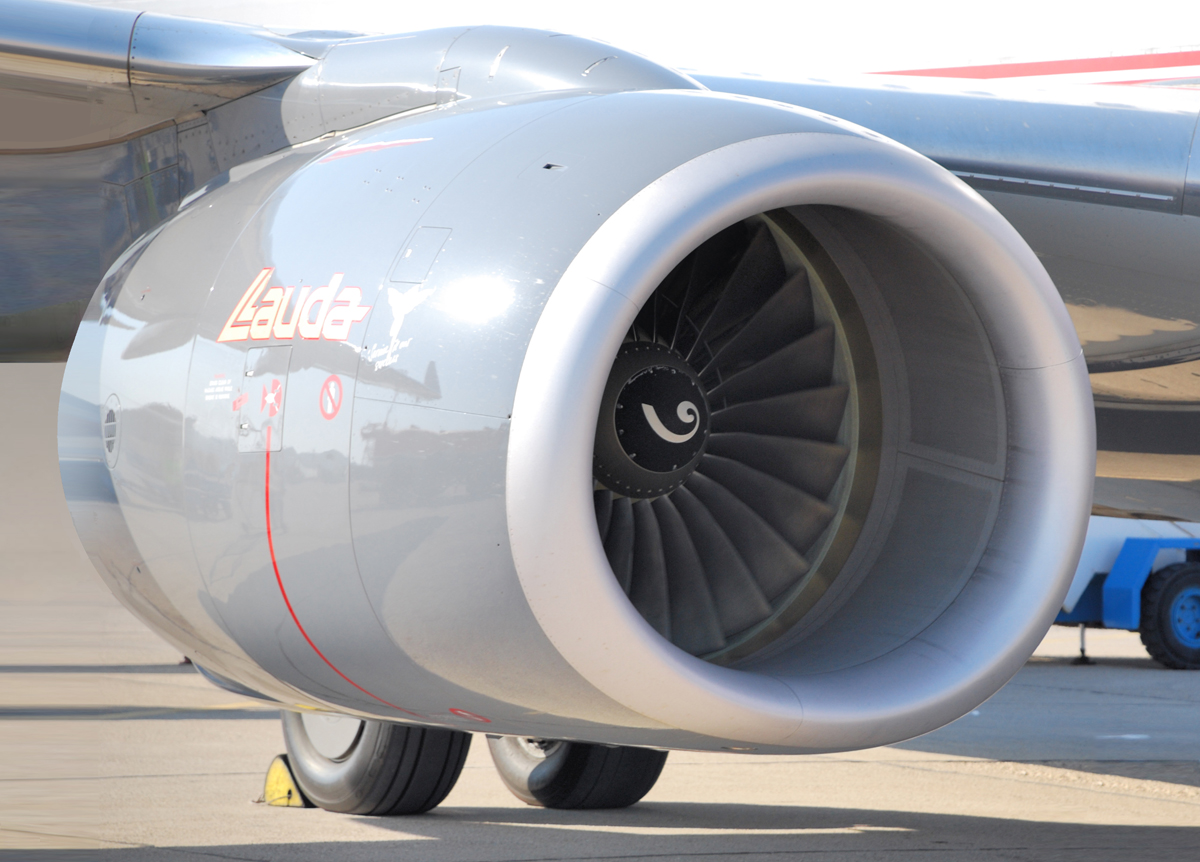
CFM-7 op een 737.

De CFM56-7 draaide voor het eerst op 21 april 1995. Met een stuwkrachtbereik van 87–121 kN drijft hij de Boeing 737-600 / -700 / -800 / -900 aan; vergeleken met de CFM56-3 heeft hij een grotere duurzaamheid, 8% verbetering van het brandstofverbruik en 15% lagere onderhoudskosten. Verbeteringen zijn te danken aan de 61-inch titanium brede koordventilator, 3D aerodynamica ontworpen nieuwe kern en lagedruk turbine met eenkristal hogedruk turbine en Full Authority Digital Engine Control (FADEC). Ventilatorbladen zijn teruggebracht van 36 (CFM56-5) tot 24 en het bevat functies van de CFM56-5B, zoals een dubbel-ringvormige brander als optie. Minder dan twee jaar na de ingebruikname ontving de Next-Generation 737 180 minuten Extended Range Twin Engine Operations (ETOPS) -certificering van de Amerikaanse Federal Aviation Administration (FAA). Het voedt ook de Boeing 737 militaire versies: Airborne Early Warning & Control, C-40 Clipper transport en P-8 Poseidon Maritime Aircraft.
| Model      | Stuwkracht (per motor) | Geïnstalleerd op                                     |
| ---------- | ---------------------- | ---------------------------------------------------- |
| CFM56-7B18 | 86.7 kN                | Boeing 737-600                                       |
| CFM56-7B20 | 91.6 kN                | Boeing 737-600, Boeing 737-700                       |
| CFM56-7B22 | 101 kN                 | Boeing 737-600, Boeing 737-700                       |
| CFM56-7B24 | 108 kN                 | Boeing 737-700, Boeing 737-800, Boeing 737-900       |
| CFM56-7B26 | 117 kN                 | Boeing 737-700, Boeing 737-800, Boeing 737-900, BBJ  |
| CFM56-7B27 | 121 kN                 | Boeing 737-800, Boeing 737-900, BBJ/BBJ2, AEW&C, MMA |

## Betrouwbaarheid
De CFM56 heeft om de 333.333 uur 1 incident. De recordtijd op de vleugel vóór het eerste winkelbezoek was 30.000 uur in 1996, tot 40.729 uur in 2003 en 50.000 uur in 2016. Er zijn verschillende motorstoringen geweest in de vroege dienst van de CFM56-familie, die ernstig genoeg waren om de vloot te aarden of om aspecten van de motor opnieuw te ontwerpen. De motoren hebben ook periodiek geleden onder stuwkracht-instabiliteitsgebeurtenissen die voorlopig zijn terug te voeren op de hydromechanische eenheid van Honeywell.

### "Inslikken" van regen en hagel
Er zijn verschillende geregistreerde incidenten van CFM56-motoren die uitgevlamd waren bij zware regen en / of hagel, te beginnen vroeg in de carrière van de CFM56. In 1987 deed zich een dubbele vlam voor onder hagelomstandigheden (de piloten wisten de motoren opnieuw aan te steken), gevolgd door het incident met de TACA-vlucht 110 in 1988. Beide CFM56-motoren op de TACA 737 vlamden uit tijdens hagel en hevige regen, en de bemanning werd gedwongen om zonder motoren te landen op een met gras begroeide dijk bij New Orleans, Louisiana. CFMI heeft de motoren aangepast door een sensor toe te voegen om de brander onder deze omstandigheden continu te laten ontbranden.
In 2002 moest Garuda Indonesia-vlucht 421 in een rivier landen als gevolg van door hagel veroorzaakte uitgevlamde motor, waarbij een stewardess werd gedood en tientallen passagiers gewond raakten. Voorafgaand aan dit ongeval waren er verschillende andere incidenten van enkele of dubbele uitgevlamde motoren als gevolg van deze weersomstandigheden. Na drie incidenten tot en met 1998 heeft CFMI aanpassingen aan de motor aangebracht om de manier waarop de motor omging met hagelopname te verbeteren. De belangrijkste veranderingen waren onder meer een aanpassing van de ventilator / boostersplitter (waardoor het moeilijker wordt om hagel in te nemen door de kern van de motor) en het gebruik van een elliptische, in plaats van een conische, spinner bij de inlaat. Deze wijzigingen hebben het ongeval van 2002 niet voorkomen en de onderzoekscommissie heeft geconstateerd dat de piloten niet de juiste procedures hebben gevolgd om te proberen de motor opnieuw op te starten, wat heeft bijgedragen tot het eindresultaat. Er werden aanbevelingen gedaan om piloten beter voor te lichten over hoe ze met deze omstandigheden moeten omgaan, en om de FAA-regen- en hageltestprocedures opnieuw te bekijken. Er werden geen verdere motorwijzigingen aanbevolen.

### Ventilatorblad defect
Een probleem dat tot ongevallen met de CFM56-3C-motor leidde, was het falen van ventilatorbladen. Deze manier van falen leidde tot de vliegramp in Kegworth in 1989, waarbij 47 mensen omkwamen en er nog 74 gewond raakten. Nadat het ventilatorblad defect was, hebben de piloten per ongeluk de verkeerde motor uitgeschakeld, waardoor de beschadigde motor volledig faalde bij het inschakelen voor de laatste nadering. Na het ongeval in Kegworth leden CFM56-motoren op een Dana-Air 737-400 en een British Midland 737-400 onder vergelijkbare omstandigheden aan defecten aan de ventilatorbladen; geen van beide incidenten resulteerde in een ongeval of letsel. Na het tweede incident werd de 737-400-vloot aan de grond gehouden. Destijds was het niet verplicht om nieuwe varianten van bestaande motoren te testen en de certificeringstests brachten geen trillingsmodi aan het licht die de ventilator ervoer tijdens de regelmatig uitgevoerde power climbs op grote hoogte. Uit analyse bleek dat de ventilator werd blootgesteld aan hoge cyclische vermoeidheidsspanningen die erger waren dan verwacht en ook ernstiger waren dan getest voor certificering; door deze hogere spanningen brak het mes. Minder dan een maand na de aarding mocht de vloot de werkzaamheden hervatten zodra de ventilatorbladen en ventilatorschijven waren vervangen en de elektronische motorbediening was aangepast om de maximale stuwkracht van de motor te verlagen van 105 kN naar 98 kN. De opnieuw ontworpen ventilatorbladen zijn geïnstalleerd op alle CFM56-3C1- en CFM56-3B2-motoren, waaronder meer dan 1.800 motoren die al aan klanten waren geleverd. In augustus 2016 leed Southwest Airlines-vlucht 3472 een Ventilatorblad-storing, maar landde later zonder verder incident. Terwijl het vliegtuig aanzienlijke schade opliep, waren er geen gewonden. Op 17 april 2018 leed vlucht 1380 van Southwest Airlines aan wat lijkt op een defect aan het ventilatorblad, waarbij puin een raam doorboorde. De Boeing 737-700 landde veilig, maar één passagier kwam om het leven en verschillende raakten gewond.

### Problemen met brandstof
Luchtvaartmaatschappijen hebben op verschillende punten tijdens de vlucht 32 gebeurtenissen gemeld waarbij sprake was van plotselinge instabiliteit van de stuwkracht, waaronder instellingen voor hoge stuwkracht tijdens klim. Het probleem bestaat al lang. In 1998 meldden twee 737 piloten dat hun motorgas tijdens de vlucht plotseling tot volledige stuwkracht steeg. Een zeer recent onderzoek heeft geleid tot de voorlopige conclusie dat het probleem zijn oorsprong vindt in de hydromechanische eenheid en mogelijk een onaanvaardbaar niveau van brandstofverontreiniging (met water of deeltjes, inclusief biologisch afbreekbaar materiaal dat vaste stoffen in de brandstof veroorzaakt) of overmatig gebruik van biociden om bacteriegroei te verminderen. Boeing vertelde GE Aviation Week en Space Technology dat CFM International haar FADEC-software had herzien. De nieuwe software "..." vermindert de duur en mate van stuwkracht-instabiliteitsgebeurtenissen "door de brandstofbewakingsklep (FMV) en de EHSV (elektrohydraulische servoklep) te laten draaien om de EHSV-spoel te reinigen." Deze softwarefix is niet bedoeld als definitieve oplossing voor het probleem; CFM beweerde dat zij na deze wijziging geen verdere rapporten heeft ontvangen.

## Vliegtuigen met een CFM56-motor
- Airbus A320 familie
  - Airbus A318
- Airbus A340
- Boeing 707-700 (Alleen prototype)
- Boeing 737
- Boeing C-40 Clipper
- Boeing P-8 Poseidon
- Boeing Business Jet
- Boeing E-3D Sentry
- Boeing E-6 Mercury
- Boeing KC-135R Stratotanker
  - Boeing RC-135
- Douglas DC-8